# Brit ha-birjonim

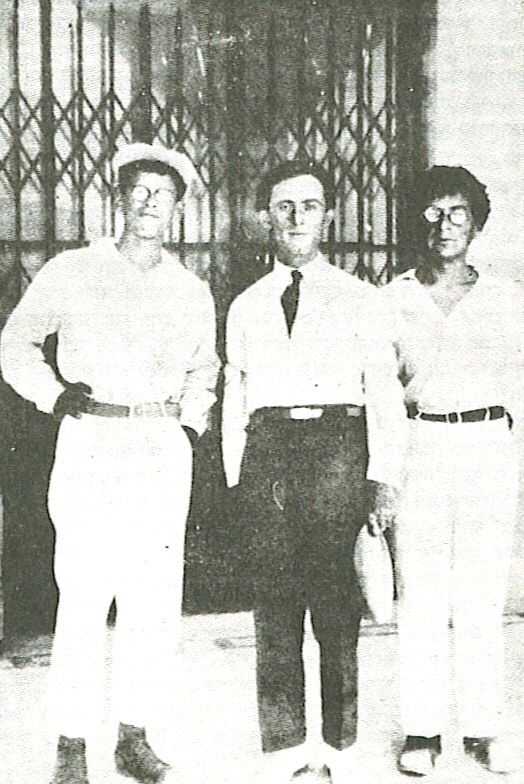
Zleva: Achime'ir, Greenberg a Jejvin na počátku 30. let

Brit ha-birjonim (hebrejsky: ברית הבריונים) byla fašistická skupina v rámci revizionisticko-sionistického hnutí, která byla v letech 1930 až 1933 aktivní v britské mandátní Palestině. Jejími zakladateli byli Aba Achime'ir, Uri Cvi Greenberg a dr. Jehošua Jejvin.

## Pozadí
Skupina Brit ha-birjonim vznikla v roce 1930 na pozadí násilných arabských nepokojů z roku 1929, během nichž došlo k hebronskému a safedskému masakru. Stala se vůbec první militantní organizací, charakteristickou naprostou odlukou od existujícího sionistického vedení, kterému dominovalo labouristicko-sionistické hnutí (Irgun vznikl v roce 1931 štěpením dominantní Hagany).

## Ideologie
Oficiální ideologií šlo o revizionistické maximalisty, což byl přístup vytvořený na základě italského fašismu. Skupina usilovala o vytvoření fašistického korporativního státu. Byla ovlivněna kanaánskou ideologií Jonatana Ratoše a teoriemi, které Oswald Spengler sepsal ve svém díle Zánik západu (1918). Volala po tom, aby revizionistické hnutí přijalo fašistické principy režimu Benita Mussoliniho a vytvořilo mezi Židy integralisticky „čistý nacionalismus“. Revizionistický maximalismus odmítal komunismus, humanismus, internacionalismus, liberalismus, pacifismus a socialismus, a kritizoval liberální sionisty za to, že pracovali pro Židy středních tříd a ne židovský národ jako celek. Minimální požadavky revizionistického maximalismu zveřejnil v roce 1932 Achime'ir, když oficiálně vyzval k transformaci vedení revizionistického hnutí na diktaturu, vytvoření nezávislé sionistické federace, „válce fondů“ za účelem ukončení korupce sionistického hnutí, a válce proti antisemitismu. Psychologie hnutí byla zdůrazněna jeho mottem „dobýt nebo zemřít“.

## Aktivity

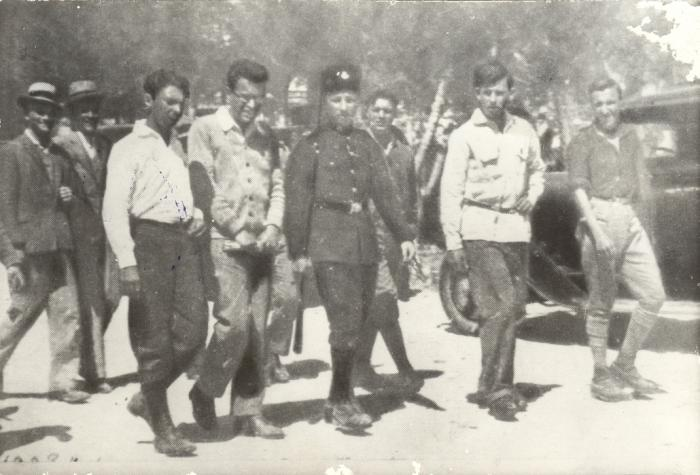
Achime'ir (spoutaný muž) a další členové Brit ha-birjonim při předvedení před soud v Jeruzalémě

Mezi aktivity skupiny patřily demonstrace proti návštěvám britských představitelů, shromáždění proti britskému zatýkání židovských uprchlíků, pokusy narušit sčítání lidu, provádění Brity, a další nelegální aktivity zamýšlené coby veřejné provokace – například troubení na šofar u Západní zdi (v té době činnost židům zakázaná) a odstraňování nacistických vlajek z budov německých konzulátů.
V roce 1933 zatkla britská mandátní správa několik členů Brit ha-birjonim a obvinila je z vraždy levicového sionistického vůdce Chajima Arlozorova. Přestože byli všichni o rok později zproštěni všech obvinění, proces nenávratně poškodil pověst skupiny, vedl k její izolaci v židovské komunitě, a nakonec k jejímu zániku.